# 拳師犬
拳師狗（英語：Boxer）源自德國，屬於獒犬的一種，十九世紀中由德國鬥牛犬（德語：Bullenbeißer）（現已滅絕）和英國鬥牛犬混種而成。德國鬥牛犬主要作為工作犬。原本用於狩獵野豬、熊和牧牛工作，牠們有不同的類型、大小、毛色。
拳師犬俱樂部成立於1896年，在1895年的慕尼黑的犬展首次出現。首個標準建立於1902年。牠的英文名稱boxer來源，有不同的講法，但沒有一個可以確定。在第一次世界大戰，被作為軍犬用途，戰後亦担當警犬及導盲犬工作。拳師犬是一種友善、愛玩樂的犬種，牠服從性強，聰明，對兒童甚為愛謢。

## 一般外貌
理想的拳師犬應具備一個中型的體格，呈正方型，良好架構，肌肉發達，短毛，具有光澤，認可毛色有鹿黃及虎班和帶有白色標記，位於頸部、前胸、腳。在某些國家應然有斷尾習慣，但在歐洲多數地區已禁止。頭部是拳師犬最特別的部份，可以說是牠的標記，它必須同身體有完美的比例，不能過大或過小。嘴與頭額比例為三份之一，嘴部須要適當的深度與闊度，鼻尖輕微升高於鼻樑線，前額的角度相當重要。另外拳師犬是以倒及咬合為正常。某些國家會為牠剪耳，但由於世界各地的獸醫協會、動物權利團體和廣大市民反對剪耳和斷尾行為，所以在很多國家已被禁止。
- 體高57至63厘米（雄犬）、53至59厘米（雌犬）。